# Rhopaea laticollis
Rhopaea laticollis är en skalbaggsart som beskrevs av Blackburn 1911. Rhopaea laticollis ingår i släktet Rhopaea och familjen Melolonthidae. Inga underarter finns listade i Catalogue of Life.